# Giro d'Itàlia de 1912
El Giro d'Itàlia de 1912 fou la quarta edició del Giro d'Itàlia, una cursa ciclista organitzada i patrocinada pel diari La Gazzetta dello Sport. La cursa començà a Milà el 19 de maig amb una etapa de 398,8 quilòmetres fins a Pàdua. Aquesta edició va estar formada per vuit etapes que totalitzaren un recorregut de 2.439,6 quilòmetres. La cursa finalitzà a Bèrgam el 4 de juny i va ser guanyada per l'equip Atala-Dunlop, integrat per Carlo Galetti, Eberardo Pavesi i Giovanni Micheletto. En segona i tercera posició respectivament finalitzaren els equips Peugeot i Gerbi.
Dels 54 ciclistes que van començar la cursa sols 26 la finalitzaren. En un primer moment sols hi havia previstes 8 etapes, però la quarta etapa, entre Pescara i Roma fou anul·lada per la negativa dels ciclistes a continuar la cursa perquè un riu desbordat els impedia el pas. Finalment els ciclistes arribaren a Roma en tren. L'etapa fou reemplaçada afegint-hi una novena etapa, entre Milà i Bèrgam.

## Canvis respecte al Giro d'Itàlia de 1911
A banda dels canvis anuals en la cursa, la llargada de la cursa i el nombre d'etapes, el canvi més significatiu va ser a l'hora de calcular la classificació general. Els organitzadors van decidir que aquesta es computés per equips en lloc d'individualment, tal com es venia fent des de la creació del Giro, el 1909. Van decidir que els equips havien d'estar compostos per quatre ciclistes per poder participar en la cursa, sent aquesta la primera edició en què no hi va participar cap ciclista independent. Cada equip estava obligat a què tres dels seus ciclistes finalitzessin les etapes per tal de poder continuar en cursa. La classificació general es va determinar novament mitjançant un sistema de punts: es donaven quatre punts per a l'equip a què pertanyia el vencedor d'etapa; si un equip tenia dos ciclistes en les quatre primeres posicions d'etapa aconseguia dos punts i si un equip completava l'etapa amb el mínim exigit de tres ciclistes obtenien un punt.
El nou sistema de punts per a determinar la classificació general va ser rebut amb certa resistència per molta gent, confosa amb el seu funcionament o pel fet de preferir el sistema original emprat pels organitzadors els darrers anys. Com a resposta els organitzadors de la cursa van publicar un suplement per ajudar a explicar com funcionava el nou sistema de punts. Un redactor de La Stampa va dir que el suplement proporcionava diversos exemples de càlcul farragossos i va afirmar que sols en acabar la primera etapa sabrien si el nou sistema de punts era millor.
L'equip que guanyés la classificació general guanyaria un premi de 4.000 lires. El segon classificat rebria 2.000 lires, el tercer 1.000, el quart 600 lires i el cinquè 400 lires. El vencedor de cada etapa rebria 600 lires i el segon classificat 300.

## Participants
54 dels 56 ciclistes que es van inscriure per participar en aquesta edició del Giro d'Itàlia van prendre la sortida el 19 de maig. En haver-se determinat que la classificació general es feia per equips, en aquesta edició no hi hagué corredors independents, tal com havia passat en les anteriors edicions. Els organitzadors van determinar que els equips havien d'estar formats per quatre ciclistes, i que tres d'aquests havien de finalitzar l'etapa per poder continuar competint. Hi van prendre part un total de catorze equips. Tot i que un equip francès es va estar plantejant la participació en la cursa finalment no ho va fer, de manera que tots els equips i participants d'aquesta edició eren italians. En aquesta edició del Giro d'Itàlia es van poder veure els primers equips patrocinats per empreses que no tenien cap vinculació amb la bicicleta i el ciclisme.
Els catorze equips que van prendre part en la cursa foren:
| - Atala-Dunlop - Bergami - Bianchi - Favero-Dunlop - Gerbi | - Globo - Goericke - Legnano - L'Italiana - Peugeot | - Ranella - Senior - Soriani - Stucchi |

L'Atala-Dunlop era el gran favorit de la cursa, ja que l'equip estava compost per Luigi Ganna, vencedor de l'edició del 1909, el dues vegades guanyador Carlo Galetti, Giovanni Micheletto i Eberardo Pavesi. L'equip era conegut com "Els quatre mosqueters". L'equip Gerbi tenia en les seves files al segon i tercer classificats de l'edició anterior, Giovanni Rossignoli i Giovanni Gerbi, així com a Pierino Albini, vencedor d'etapa el 1910. Els equips Legnano, Bianchi i Peugeot també van ser considerats com a possibles vencedors de la classificació general. La cursa va comptar amb la presència del futur guanyador del Giro Carlo Oriani que va competir en l'equip Stucchi.

## Desenvolupament de la cursa
La cursa va començar el 19 de maig amb una etapa entre Milà i Pàdua de gairebé 400 quilòmetres. El ciclista de l'Atala-Dunlop Giovanni Micheletto en va ser el guanyador, mentre el seu company d'equip Carlo Galetti acabà tercer, donant a l'Atala-Dunlop set punts i el lideratge en la classificació general. La segona etapa constava d'un terreny trenca-cames i l'ascensió a Monfestino, que va provocar la formació de nombrosos grupets durant l'etapa. El primer grupet a arribar a Bolonya estava compost per set unitats, i el vencedor va ser el ciclista del Legnano Vincenzo Borgarello. Ernesto Azzini del Legnano va guanyar la tercera etapa.

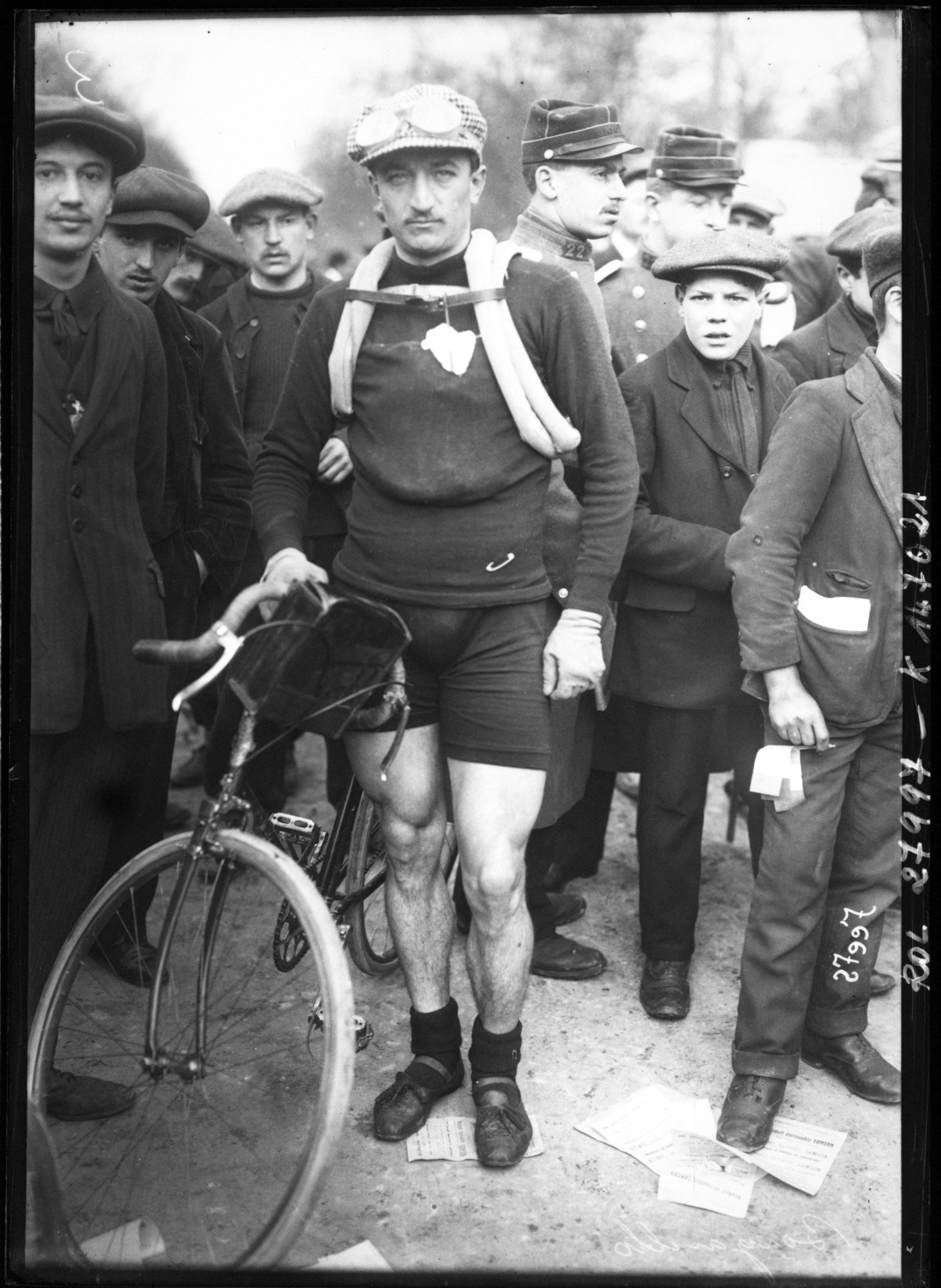
Vincenzo Borgarello, vencedor de tres etapes en aquesta edició del Giro.

La quarta etapa es va disputar sota unes condicions de pluja molts adverses, que va deixar el recorregut ple de fang i amb nombrosos rierols desbordats. El grup capdavanter es va equivocar de recorregut, fent uns 50 quilòmetres de més, abans d'adonar-se de l'error. Això, lligat a les males condicions climàtiques i del camí, va fer que els ciclistes protestessin al jurat del Giro fins a aconseguir que l'etapa fos cancel·lada. Per arribar a Roma, punt d'inici de la següent etapa, els ciclistes ho van fer en tren. Allà els esperaven més de 20.000 espectadors per veure el final de l'etapa, els quals en tenir coneixement de la cancel·lació de l'etapa van exigir als organitzadors la devolució de les entrades que havien comprat per veure la cursa.
La cinquena etapa fou guanyada per Carlo Galetti, de l'Atala, però l'equip va veure com Luigi Ganna es veia obligat a abandonar per culpa d'una lesió al genoll produïda en una caiguda durant l'etapa anul·lada, cosa que deixava l'Atala amb tan sols tres ciclistes, el mínim per poder continuar lluitant per la victòria.
Lauro Bordin, de l'equip Gerbi, va guanyar la sisena etapa, mentre Vincenzo Borgarello guanyava la setena etapa, en el que era la seva segona victòria d'aquesta edició. A poc a poc s'anaven reduint els ciclistes participants, sent sols 26 els que prengueren la sortida en la setena etapa. La vuitena, i inicialment darrera etapa, fou guanyada per Giovanni Micheletto, seguit de ben a prop per Borgarello.
En substitució de la quarta etapa es va afegir una novena etapa, amb el recorregut de la Volta a Llombardia. L'etapa es va córrer a un bon ritme i fou guanyada novament per Borgarello, que d'aquesta manera aconseguia la tercera victòria d'etapa.
Finalment el vencedor va ser l'equip Atala, per davant l'equip Peugeot i el Gerbi. Si la cursa s'hagués disputant de manera individual, ja fos per punts com per temps, el vencedor hauria estat, per tercer any consecutiu Carlo Galetti.

## Resultats

### Resultat de les etapes
| Etapa | Data       | Recorregut         | Km    | Tipus d'etapa       | Vencedor d'etapa                         | Líder de la general |
| ----- | ---------- | ------------------ | ----- | ------------------- | ---------------------------------------- | ------------------- |
| 1a    | 19 de maig | Milà - Pàdua       | 398,8 | Etapa plana         | Giovanni Micheletto (ITA) (Atala-Dunlop) | Atala-Dunlop        |
| 2a    | 21 de maig | Pàdua - Bolonya    | 328,8 | Etapa amb muntanyes | Vincenzo Borgarello (ITA) (Legnano)      | Atala-Dunlop        |
| 3a    | 23 de maig | Bolonya - Pescara  | 362,5 | Etapa plana         | Ernesto Azzini (ITA) (Legnano)           | Atala-Dunlop        |
| 4a    | 25 de maig | Pescara - Roma     | 294   | Etapa plana         | Anul·lada                                | Atala-Dunlop        |
| 5a    | 27 de maig | Roma - Florència   | 337   | Etapa amb muntanyes | Carlo Galetti (ITA) (Atala-Dunlop)       | Atala-Dunlop        |
| 6a    | 29 de maig | Florència - Gènova | 267,5 | Etapa amb muntanyes | Lauro Bordin (ITA) (Gerbi)               | Atala-Dunlop        |
| 7a    | 31 de maig | Gènova - Torí      | 230   | Etapa amb muntanyes | Vincenzo Borgarello (ITA) (Legnano)      | Atala-Dunlop        |
| 8a    | 2 de juny  | Torí - Milà        | 280   | Etapa amb muntanyes | Giovanni Micheletto (ITA) (Atala-Dunlop) | Atala-Dunlop        |
| 9a    | 4 de juny  | Milà - Bèrgam      | 235   | Etapa amb muntanyes | Vincenzo Borgarello (ITA) (Legnano)      | Atala-Dunlop        |

### Classificació general
Hi va haver sis equips que van completar les nou etapes amb el nombre requerit de ciclistes. Per a aquests equips, els punts obtinguts en cadascuna de les etapes se sumen per obtenir la classificació general. L'equip amb més punts acumulats va ser el guanyador.
| Pos.                                  | Equip              | Ciclistes                                  | Punts |
| ------------------------------------- | ------------------ | ------------------------------------------ | ----- |
| 1                                     | Atala-Dunlop (ITA) | Galetti, Micheletto, Pavesi i Ganna (ab.5) | 33    |
| 2                                     | Peugeot (ITA)      | Durando, Gremo, Agostoni, Allasia          | 23    |
| 3                                     | Gerbi (ITA)        | Gerbi, Rossignoli, Albini, Bordin          | 8     |
| 4                                     | Goericke (ITA)     | Dilda, Sala, Cocchi, Vertua                | 8     |
| 5                                     | Globo (ITA)        | Goi, Goi, Santagostino, Maverna            | 7     |
| 6                                     | Legnano (ITA)      | Azzini, Borgarello, Bosco, Azzini (NS)     | 3     |
| 64 participants, 26 acabaren la cursa |                    |                                            |       |

Ab. Abandona; NS. No surt